# بيتي كينيدي
بيتي كينيدي (بالإنجليزية: Betty Kennedy)‏‏ (4 يناير 1926 - 21 مارس 2017) هي سياسية، وصحفية، من كندا، ولدت في أوتوا، حزب الأحرار الكندي.

## مناصب
تولت منصب عضو مجلس الشيوخ الكندي.

## جوائز
حصلت على جوائز منها:
- ضابط وسام كندا.

## وصلات خارجية
- بيتي كينيدي على موقع IMDb (الإنجليزية)